# الانتخابات الفيدرالية الكندية 2019
الانتخابات الفيدرالية الكندية 2019 هي انتخابات جرت في 21 أكتوبر 2019، في كندا، لانتخاب عضو مجلس العموم الكندي.